# Eduardo Montagner Anguiano
Eduardo Montagner Anguiano es un escritor mexicano nacido en Chipilo de Francisco Xavier Mina, estado de Puebla, México. Es un escritor en idioma véneto y castellano; muy en especial de la variedad lingüística chipileña, sus obras literarias son parte de la literatura del siglo XXI de México y mantienen una identidad propia de la localidad poblana de Chipilo. Es licenciado en lingüística y fiel defensor de las lenguas minoritarias de México (enfocándose en particular al véneto chipileño, pero colaborando en publicaciones que reúnen a escritores de las lenguas originarias y otras minoritarias de México).

## Datos biográficos
Hijo de Ernesto Montagner Précoma, pequeño ganadero, y de Teresa Anguiano Martínez, ama de casa, Eduardo Montagner nació el 12 de mayo de 1975 en la localidad de Chipilo, Puebla. Por línea paterna es bisnieto de inmigrantes vénetos llegados a México en 1882 como parte de la inmigración italiana en México alentada durante el porfiriato y que fundaron la Colonia Fernández Leal, el actual pueblo de Chipilo.
La relación de Montagner con la lengua, cultura y costumbres chipileñas fue complicada: al ser hijo de una mujer michoacana que entendía pero no hablaba el véneto de la comunidad, también él se convirtió en bilingüe pasivo hasta decidir por fin, a sus 25 años de edad, asumirse como chipileñoparlante gracias a la ayuda de un primo suyo. Posiblemente sea el único chipileño que comenzó leyendo -en las transcripciones técnicas y con grafía italiana que hizo la lingüista Flavia Ursini para el libro Cent'anni di emigrazione- y escribiendo el véneto de su comunidad antes de hablarlo. Por tal motivo, llegó a declarar: Lo más extraño que pudo pasarme fue nacer. No en sentido biológico, sino sociocultural, lingüístico. Pronto tomé una fatal decisión, siendo todavía un bebé: no hablar la lengua de mi padre, que era también la de mi pueblo natal. Ese silencio véneto-chipileño se prolongó durante 25 años.
Montagner consideraba en su infancia la cultura y lengua chipileñas como símbolos de una pétrea heteronormatividad, sobre todo en lo relacionado con el destino de casi todos los varones de su generación de trabajar en el establo familiar (también Montagner fue vaquero de su padre desde los 6 hasta los 21 años de edad) y con la obligación de uniformarse con botas de hule, cotorina y cachucha o gorra. En cierta manera, su literatura, tanto en chipileño como castellano, es una transgresión a todo ello.
En su juventud se desplazó a la ciudad de Puebla de Zaragoza para estudiar la carrera de lingüística en la Benemérita Universidad Autónoma de Puebla, además de haber tomado talleres de cuento con Laszlo Moussong, Ricardo Chávez Castañeda, de dramaturgia con Víctor Hugo Rascón Banda y Luis Mario Moncada, y de novela con Daniel Sada. Junto con Giampiero Bucci, tradujo para la editorial Vaso Roto la prosa selecta del poeta véneto Andrea Zanzotto y fue quien revisó las traducciones realizadas por Bucci y Mara Donat de aquellos poemas escritos originalmente en véneto de Pieve di Soligo por el mismo poeta. Fue incluido en la antología en inglés México 20 que tuvo como consecuencia su inclusión en la antología Palabras Mayores, publicada tanto en México como en Españay en El Ensayo 3, compilación de Geney Beltrán publicada por la UNAM. Obtuvo el tercer (2005) y segundo lugar (2006), respectivamente, en el Concorso Letterario Internazionale in Lingua Veneta ‘Mario Donadoni’, Sezione Estero (Bovolone, Verona).
También estudió japonés desde su adolescencia, atraído sobre todo por el hiragana, el katakana y el kanji, al principio de manera autodidacta gracias a los libros que un amigo de sus padres y unos japoneses radicados en la ciudad de Puebla le regalaron, y años después ingresó al instituto de enseñanza del japonés de esa misma ciudad. Así, ha podido leer en original obras de sus autores nipones favoritos, en especial a Yukio Mishima.

## Obras literarias y académicas

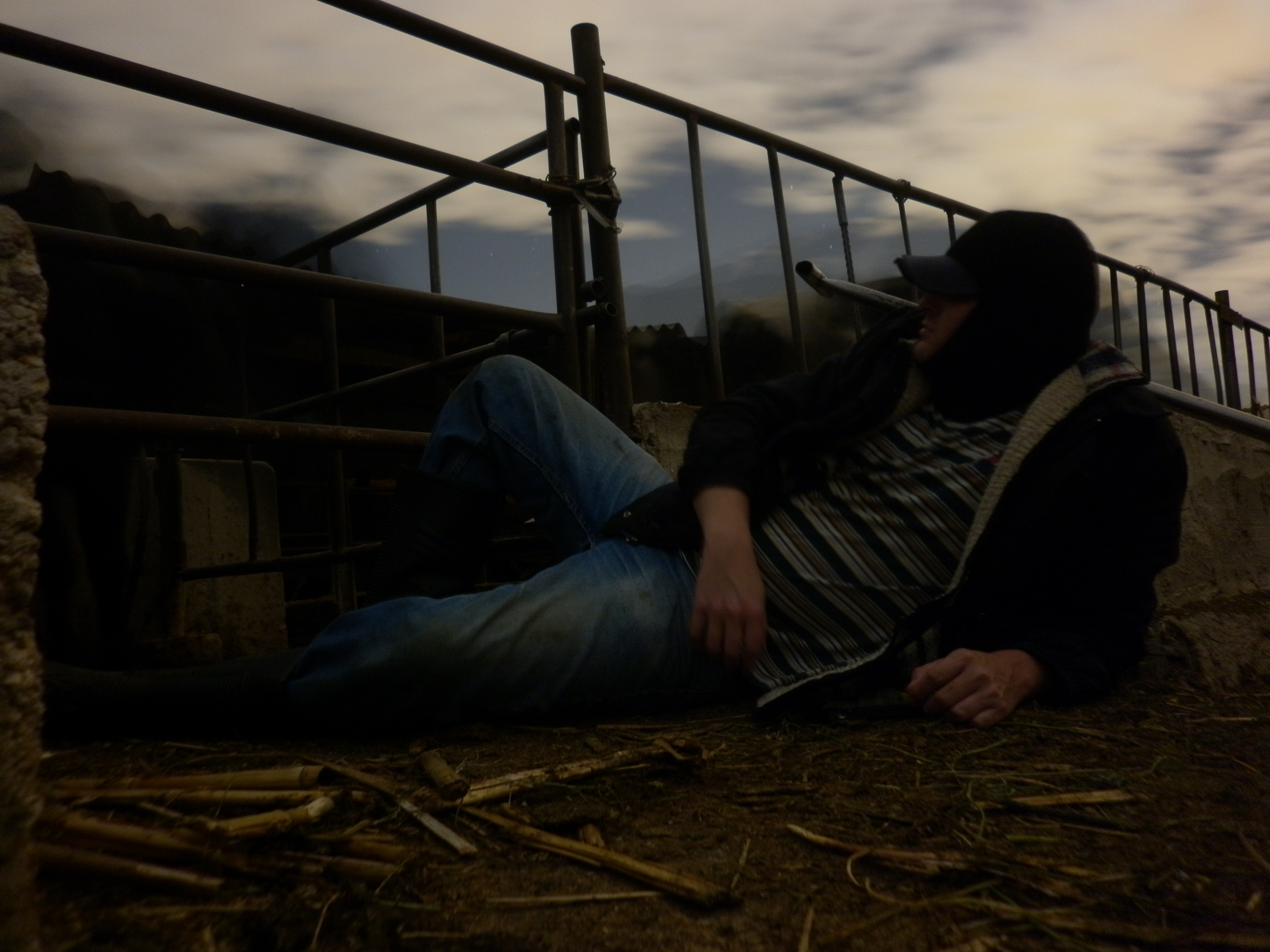
Eduardo Montagner Anguiano vestido de ganadero chipileño. Foto original usada como portada de la tercera edición de la novela Toda esa gran verdad (Debolsillo, 2022)

Su primera novela escrita en español fue Toda esa gran verdad, que trata sobre el fetichismo hacia las botas de goma usadas en ganadería. Porfirio Miguel Hernández Cabrera opinó en La Jornada Nacional que esta novela no es de temática gay, sino más bien narrativa queer, y la calificó como una "novela introspectiva y de aprendizaje emocional y sexual". En 2008 coescribió junto con Jaime Humberto Hermosillo el guion Fetiche, basado en su novela Toda esa Gran verdad, que sería el largometraje número 30 del cineasta, pero por falta de apoyo del IMCINE el proyecto quedó sin realizar. En entrevista para el diario El País, Hermosillo declaró al respecto: "Trata de un homosexual que se enamora de alguien que no lo es. Espero que no tenga que esperar a que se creen festivales de cine fetichista para ser invitado". El cineasta Roberto Fiesco, quien sería el productor del proyecto, cuenta lo ocurrido así: "[Jaime Humberto Hermosillo] nos invitó a la función de María de mi corazón, cuando apareció la copia en 16 mm, y a una lectura dramatizada en el Círculo Teatral de un guion suyo llamado Fetiche, adaptación de una novela de Eduardo Montagner. Pronto me propuso que intentáramos levantar ese proyecto y preparamos, con mucha ilusión, una carpeta para presentarla ante el IMCINE. Nos vimos mucho en aquellos días en su departamento de Tlacoquemécatl, donde no paraba de hacerle preguntas. Lo recuerdo cálido, aunque con reservas (a lo mejor porque me veía como productor y estos normalmente le habían jugado chueco) [...]. Cuando finalmente metimos la carpeta a un fondo público rechazaron el proyecto aduciendo que era –palabras más, palabras menos– “la misma historia gay que Jaime Humberto ya había contado muchas veces”. Nunca me atreví a contárselo porque me dio mucha rabia y él no se merecía ese menosprecio.
La novela Al prim (El primero) fue el primer libro en prosa escrito enteramente en véneto chipileño; con esta obra se dan grandes pasos en la grafización de esta lengua. La novela fue publicada en el libro Ancora fon ora (Todavía nos da tiempo), un libro de varia invención que contiene relatos y poemas y que fue incluido en el ALVEO (Archivio di Letteratura Veneta Online) como una de las 100 obras representativas de los 1,000 años de la literatura véneta.
En véneto, Montagner también escribe poesía, prosa poética y ensayo literario.
Es el primer lingüista de Chipilo y el creador de la propuesta de escritura castellanizada para el véneto chipileño por considerar esta grafía más apropiada que la italiana y las propuestas en el Véneto pues sus hablantes son alfabetizados en castellano desde su infancia. Esta propuesta surgió como inquietud desde la universidad, antes de publicar su primer libro en véneto: había observado que algunos chipileños preferían escribirse en castellano aunque se hablaran en su lengua étnica o expresaban no saber escribir su lengua o escribirla mal por no seguir el modelo de la grafía italiana, tras lo que decidió realizar encuestas por las calles y un cuestionario en una reunión a la que se convocó a la comunidad para discutir el tema y notó que a los hablantes les gustaba la connotación gráfica que supone ver su lengua en grafía italiana pero que preferían la funcionalidad gráfica ('escribir como se habla', según la frase de los chipileños, es decir, la correspondencia de los fonemas de su lengua con los grafemas castellanos aprendidos en la escuela); de ahí el título de la tesis de licenciatura en lingüística que escribió en coautoría con Ana María González Hernández: Funcionalismo contra connotación gráfica en la escritura del véneto en Chipilo - Correspondencias fonema/grafema.
Montagner ha combatido los mitos que persisten sobre la lengua véneta de Chipilo, sobre todo el provocado en 1982 (centenario de la fundación de la comunidad) con el hermanamiento de Chipilo con el municipio de Segusino, tras lo que comenzó a circular, incluso académicamente, la idea de que Chipilo fue fundado sólo por inmigrantes de ese pueblo, acuñando el término segusinización de la lengua, cultura e historia de Chipilo para describir tal fenómeno reduccionista. En realidad, Chipilo fue fundado, en cuanto a inmigrantes de etnia véneta, por gente proveniente de 13 municipios de los prealpes colindantes entre las provincias de Treviso y Belluno. Su hipótesis, más que hablarse en Chipilo una variedad segusinesa, es que ocurrió una pequeña koiné entre variedades de municipios cercanos, algunos incluso vecinos. Las verdaderas variedades lingüísticas vénetas fundadoras de Chipilo fueron las de Volpago, en Treviso, y Santa Maria di Sala, en Venecia pues, si bien la fundación oficial del pueblo se celebró el 7 de octubre de 1882, ya desde el 1 de julio de ese año habían sido trasladados vénetos, lombardos y una familia de Luogosano tras el fracaso de la colonia Porfirio Díaz o Barreto en Tlaltizapán, Morelos. Por tanto, la historia de la lengua véneta chipileña, única conservada de las seis colonias fundadas por Manuel González durante el porfiriato entre 1881 y 1882, comienza ese 1 de julio y no se corresponde con la fundación oficial de la colonia Fernández Leal, como fue llamado Chipilo por casi veinte años. Otro mito frecuente que aclara es el que supone que los emigrantes llegaron a México por la inundación del río Piave, pues la única documentada por las fechas del proyecto federal de colonización mexicano en esos años ocurrió en septiembre de 1882, es decir, cuando los últimos emigrantes de dicha ola migratoria estaban a punto de llegar al puerto de Veracruz. Por último, propone el término val'quiriquización de Chipilo para el actual fenómeno gastronómico-turístico promovido como 'La pequeña Italia de Puebla' o 'La pequeña Italia de México'.

## Publicaciones
- En la postura de mi muerte (1998, Benemérita Universidad Autónoma de Puebla / Ilunar).
- Parlar par véneto, víver a Mésico (2005, Conaculta).
- Toda esa gran verdad (2006, Alfaguara / 2008, Punto de Lectura / 2022, Debolsillo).
- Ancora fon ora (2010, Conaculta/Secretaría de Cultura de Puebla).